# Drei Etagen
Drei Etagen (Originaltitel Tre piani, internationaler Titel: Three Floors) ist ein italienisch-französischer Spielfilm  von Nanni Moretti aus dem Jahr 2021. Die Tragikomödie basiert auf einem Roman des israelischen Autors Eshkol Nevo und stellt die Bewohner eines Mehrfamilienhauses in Rom in den Mittelpunkt.
Der Film wurde am 11. Juli 2021 im Wettbewerb der 74. Internationalen Filmfestspiele von Cannes uraufgeführt. In Deutschland startete der Film am 17. März 2022.

## Handlung
In einem Mehrfamilienhaus in Rom werden die Bewohner mit einer Reihe von Ereignissen konfrontiert, die ihre Leben radikal verändern. Die Schwierigkeiten mit denen Eltern, Geschwister oder Nachbarn hadern, treten offen zu Tage. Das Zusammenleben ist von Angst und Verbitterung geprägt. Die Männer sind in ihrem Starrsinn gefangen. Die Frauen versuchen, jede auf ihre Weise, die Situation zu entschärfen und entdecken dabei eine für immer verloren geglaubte Liebe.

## Entstehungsgeschichte